# Astragalus bryogenes
Astragalus bryogenes är en ärtväxtart som beskrevs av Rupert Charles Barneby. Astragalus bryogenes ingår i släktet vedlar, och familjen ärtväxter. Inga underarter finns listade i Catalogue of Life.